# 유미즈루 이즈루
유미즈로 이즈루(弓弦イズル、ゆみずろ　いずる)는 일본의 라이트노벨 작가로, 그는 인피니트 스트라토스를 통해 잘 알려져 있다.

## 작품활동

### 라이트노벨
- 인피니트 스트라토스